# Lonely Day
A "Lonely Day" a System of a Down második kislemeze a 2005-ös Hypnotize albumról. A szám szövegét a gitáros Daron Malakian írta és ő is énekelte fel a dalt.
A dal egy melankolikus hangvételű ballada megspékelve a System of a Down egyik legkomplexebb gitárszólójával. Mindazonáltal több kritika bírálta a dalszöveget, elsősorban a benne szereplő "most loneliest" szószerkezet miatt. 
Daron a következőt mondta a "Lonely Day"-ről: "Egy csomó dalt írok, és rengeteg van, ami nem is illene System-hez, szóval el se viszem őket kipróbálni, és ezt sem akartam, […] valahogy sajnálom." Shavo Odadjian basszusgitáros így beszél erről: "Harapófogóval kellett belőle kihúzni. Elhozta és mi imádtuk, ő meg erre, hogy 'komolyan nem akarom, hogy ez lemezre kerüljön,' de … ez valami olyasmi, amit hallani kell."
A videóklipben a zenekar a turnébuszon pihen, miközben ami mellett elhaladnak, az lángokban áll; a tűz jelképezheti a magányosságot, ami a dal központi motívuma. Egy másik értelmezés szerint a lángok a bombázásokban kigyulladt iraki épületekre utalnak, úgy, hogy az élet a normális kerékvágásban halad, miközben a háttérben a város elpusztul. A klipben a Wish You Were Here Pink Floyd album borítójára tett utalás is megfigyelhető, amint két férfi kezet ráz a háttérben lángoló tűz előtt.
A "Lonely Day" videóklipje megtekinthető a Yahoo! Music-on és a zenekar hivatalos oldalán.
A számot a 2007-es Grammy-díjra jelölték a legjobb hard rock előadás kategóriában.
 Archiválva 2009. november 8-i dátummal a Wayback Machine-ben

## Számlisták

### Lonely Day kislemez
1. "Lonely Day"

### Lonely Day kislemez "feljavított" változat
1. "Lonely Day"
2. "Shame" (Wu-Tang Clan feldolgozás RZA közreműködésével)
3. "Snowblind" (Black Sabbath feldolgozás)
4. "The Metro" (Berlin feldolgozás)
5. "Marmalade"
6. "Lonely Day" (videóklip)

## Külső hivatkozások
- A "Lonely Day" dalszövege a zenekar hivatalos oldalán
- A "Lonely Day" videóklipje a musicjesus.com-on
- systemofadown.com
- SOADFans
- systemofadownonline.com Archiválva 2006. december 31-i dátummal a Wayback Machine-ben